# Східні полярні вітри
Східні полярні вітри — сухі й холодні панівні вітри полярних областей. Приповерхнева частина полярних комірок, що дують від зони високого тиску полярного антициклону до зони низького тиску полярного фронту. У результаті сили Коріоліса ці вітри відхиляються на захід, формуючи східні вітри, що оточують полюс у вигляді вихору. У Північній півкулі вони добре виражені на північній периферії ісландської та алеутсської депресій, у Південній — над околицями Антарктиди і над прилеглими до неї морями.